# Stabæk Fotball 2007
Questa voce raccoglie le informazioni riguardanti lo Stabæk Fotball nelle competizioni ufficiali della stagione 2007.

## Rosa
| N. |                      | Ruolo | Calciatore                |
| -- | -------------------- | ----- | ------------------------- |
| 1  | Norvegia (bandiera)  | P     | Jon Knudsen               |
| 2  | Norvegia (bandiera)  | D     | Håkon Skogseid            |
| 3  | Norvegia (bandiera)  | D     | Jon Inge Høiland          |
| 4  | Norvegia (bandiera)  | D     | Mike Kjølø                |
| 5  | Svezia (bandiera)    | D     | Pontus Segerström         |
| 6  | Norvegia (bandiera)  | D     | Tom Stenvoll              |
| 7  | Norvegia (bandiera)  | C     | Henning Hauger            |
| 8  | Norvegia (bandiera)  | C     | Petter Furuseth Olsen     |
| 9  | Danimarca (bandiera) | C     | Christian Thielsen Keller |
| 10 | Islanda (bandiera)   | A     | Veigar Páll Gunnarsson    |
| 11 | Svezia (bandiera)    | A     | Daniel Nannskog           |
| 13 | Camerun (bandiera)   | C     | Somen Tchoyi              |
| 14 | Norvegia (bandiera)  | C     | Ola Kamara                |

| N. |                      | Ruolo | Calciatore            |
| -- | -------------------- | ----- | --------------------- |
| 15 | Norvegia (bandiera)  | D     | Morten Skjønsberg     |
| 16 | Norvegia (bandiera)  | C     | Tor Marius Gromstad   |
| 17 | Norvegia (bandiera)  | A     | Espen Olsen           |
| 18 | Norvegia (bandiera)  | D     | Thomas Rogne          |
| 19 | Norvegia (bandiera)  | C     | Branimir Poljac       |
| 20 | Norvegia (bandiera)  | D     | Inge André Olsen      |
| 21 | Norvegia (bandiera)  | C     | Tommy Stenersen       |
| 23 | Norvegia (bandiera)  | D     | Jonas Rygg            |
| 24 | Norvegia (bandiera)  | C     | Espen Nystuen         |
| 25 | Brasile (bandiera)   | C     | Alanzinho             |
| 26 | Norvegia (bandiera)  | D     | Bjørnar Holmvik       |
| 27 | Norvegia (bandiera)  | A     | Eirik Markegård       |
| 28 | Danimarca (bandiera) | P     | Jens Waltorp Sørensen |

## Risultati

### Campionato

#### Girone di andata
| Arbitro: | Moen (Haugesund) |

|  |           |             |
|  | Marcatori | 17’ Helstad |

| Arbitro: | Sandmoen |

|                   |           |              |
| Fredheim Holm 74’ | Marcatori | 33’ Nannskog |

| Arbitro: | Berntsen (Vang) |

|                            |           |              |
| Gunnarsson 59’, 83’ (rig.) | Marcatori | 17’ Koppinen |

| Arbitro: | Staberg |

|             |           |              |
| Nielsen 90’ | Marcatori | 51’ Nannskog |

| Arbitro: | Hagen (Grue) |

|              |           |             |
| Nannskog 78’ | Marcatori | 51’ Arkivuo |

| Arbitro: | Moen (Haugesund) |

|             |           |                              |
| Bjørkøy 23’ | Marcatori | 61’ Alanzinho 85’ Gunnarsson |

| Arbitro: | Edvartsen (Hamar) |

|                |           |  |
| Gunnarsson 16’ | Marcatori |  |

| Arbitro: | Øvrebø (Oslo) |

|            |           |            |
| Brenne 80’ | Marcatori | 64’ Tchoyi |

| Arbitro: | Øvrebø (Oslo) |

|                                        |           |                           |
| Segerström 77’ Tchoyi 80’ Nannskog 90’ | Marcatori | 64’ Stensaas 72’ Knudtzon |

| Arbitro: | Hagen (Grue) |

|           |           |                                                 |
| Olsen 57’ | Marcatori | 3’ Tchoyi 38’ Nannskog 60’ Alanzinho 90’ Hauger |

| Arbitro: | Moen (Haugesund) |

|                   |           |            |
| Nannskog 47’, 75’ | Marcatori | 78’ Gaarde |

| Arbitro: | Moen (Haugesund) |

|  |           |               |
|  | Marcatori | 60’ Alanzinho |

| Arbitro: | Staberg |

|                                        |           |                                |
| Nannskog 10’ Gunnarsson 38’ Keller 65’ | Marcatori | 52’ Sørum 78’ (rig.) Bergdølmo |

#### Girone di ritorno
| Arbitro: | Staberg |

|                      |           |  |
| Helstad 8’, 84’, 88’ | Marcatori |  |

| Arbitro: | Alseth (Stjørdal) |

|                         |           |                                |
| Hauger 13’ Nannskog 89’ | Marcatori | 27’ Johnsen 64’ (rig.) Storbæk |

| Arbitro: | Berntsen (Vang) |

|                                          |           |  |
| Iversen 28’ (rig.) Koppinen 45’ Koné 89’ | Marcatori |  |

| Arbitro: | Edvartsen (Hamar) |

|              |           |          |
| Nannskog 36’ | Marcatori | 53’ Årst |

| Arbitro: | Olsen (Kristiansand) |

|                       |           |                                           |
| Nhleko 33’ Jensen 35’ | Marcatori | 20’ Alanzinho 65’ Gunnarsson 85’ Nannskog |

| Arbitro: | Moen (Haugesund) |

|  |           |                          |
|  | Marcatori | 76’ Bjørkøy 87’ Tegström |

| Arbitro: | Edvartsen (Hamar) |

|                 |           |                                                           |
| Ruud 47’ (rig.) | Marcatori | 17’, 30’, 67’ (rig.) Gunnarsson 39’ Nannskog 63’ Stenvoll |

| Arbitro: | Skjerven (Kaupanger) |

|                                     |           |             |
| Kjølø 21’ Keller 62’ Gunnarsson 83’ | Marcatori | 45’ Sundgot |

| Arbitro: | Sandmoen |

|                                   |           |                                    |
| Berntsen 36’ Hoff 41’ Knudsen 83’ | Marcatori | 81’ Nannskog 84’ (aut.) Sigurðsson |

| Arbitro: | Johnsen |

|                                                |           |                       |
| Alanzinho 19’ Nannskog 37’ Gunnarsson 57’, 81’ | Marcatori | 31’ Skiri 42’ Austnes |

| Arbitro: | Staberg |

|               |           |            |
| Ijeh 21’, 40’ | Marcatori | 68’ Tchoyi |

| Arbitro: | Helgerud (Lier) |

|                                                   |           |  |
| Gunnarsson 54’ Nannskog 57’ (rig.), 68’, 88’, 90’ | Marcatori |  |

| Arbitro: | Moen (Haugesund) |

|  |           |                                                                |
|  | Marcatori | 19’, 77’ (rig.) Gunnarsson 27’ Nannskog 58’ Hauger 85’ Høiland |

### Coppa di Norvegia
| Arbitro: | Lillebuen |

|               |           |                                                                                           |
| Tollefsen 57’ | Marcatori | 11’, 19’ Stenvoll 14’ Keller 45’ Gunnarsson 67’ Kamara 76’ (rig.), 79’, 81’, 85’ Nannskog |

| Arbitro: | Skjerven (Kaupanger) |

|  |           |                                                         |
|  | Marcatori | 2’ Alanzinho 29’ Markegård 37’ Gunnarsson 40’ Stenersen |

| Arbitro: | Hansen |

|                        |           |                                                        |
| Hovdal 86’ Straume 90’ | Marcatori | 24’, 83’, 111’ Alanzinho 103’ Segerström 119’ Nannskog |

| Arbitro: | Olsen (Kristiansand) |

|                              |           |  |
| Tchoyi 20’ Nannskog 69’, 75’ | Marcatori |  |

| Arbitro: | Moen (Haugesund) |

|                       |           |                                              |
| Bergdølmo 58’ Ohr 73’ | Marcatori | 24’, 30’ Gunnarsson 94’ Nannskog 109’ Tchoyi |

| Arbitro: | Hauge (Bergen) |

|                        |           |  |
| Brenne 10’ Sundgot 39’ | Marcatori |  |